# Озерцы (Глубокский район)

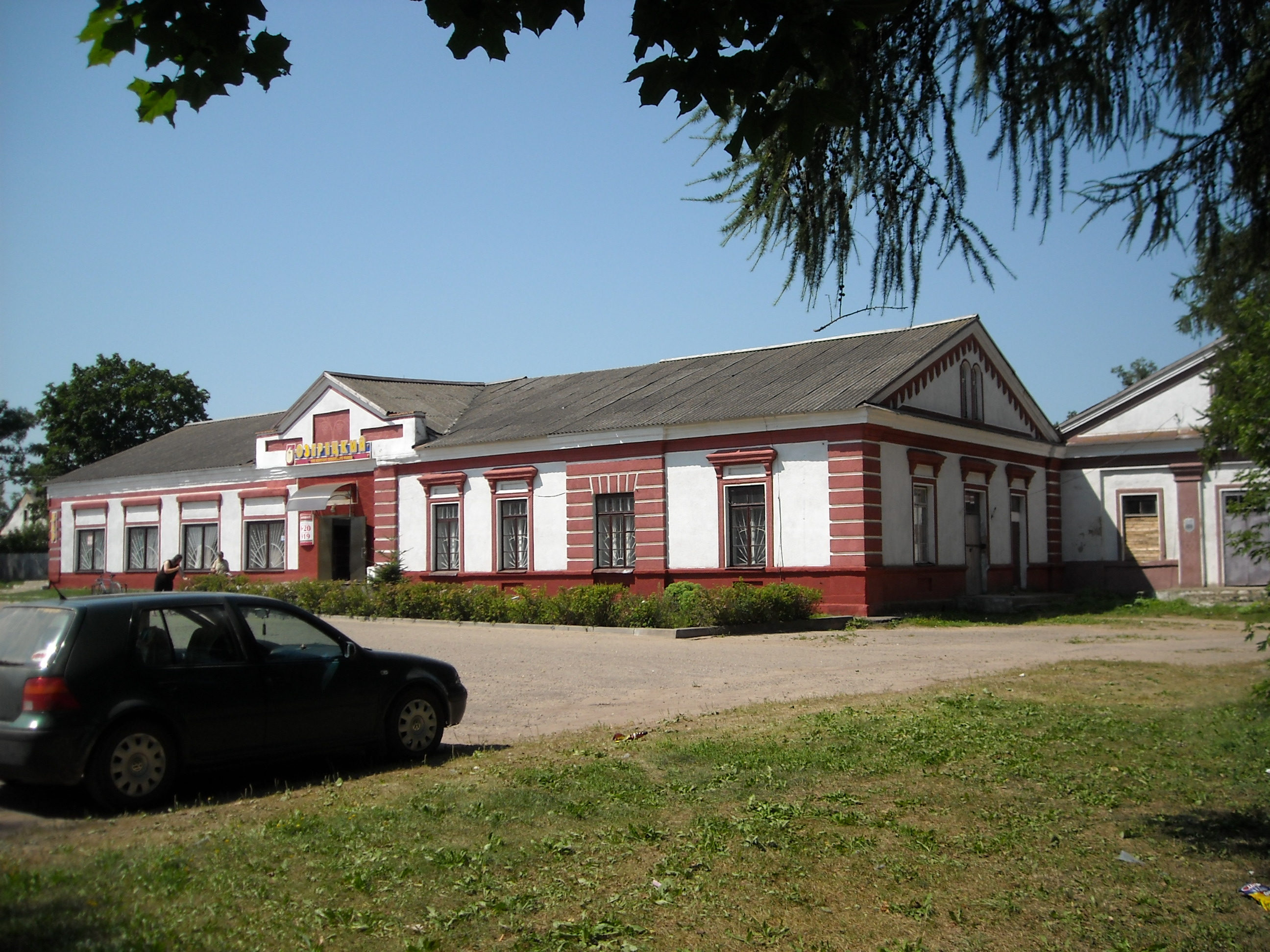
Усадебный дом усадьбы рода Оскерко

Озерцы (бел. Азярцы) — агрогородок в Глубокском районе Витебской области Беларуси. Административный центр Озерецкого сельсовета. Население — 556 человек (2019).

## География
Село находится в 8 км к северо-востоку от райцентра, города Глубокое. Агрогородок получил название по небольшим озёрам около села. В 2 км к юго-востоку от Озерцов проходит магистраль Р-45 на участке Полоцк — Глубокое, село связано с шоссе местной дорогой. Ближайшая ж/д станция в Глубоком (линия Крулевщина — Поставы).

## История
В начале XX века в Глубокской волости Дисненского уезда Виленской, в 1919-20 Витебской губерний.
С 1921 по 1939 год - а составе Польши.
С 19.01.1940 — в Глубокском районе Вилейской области.
В ВОВ с начала июля 1941 по начало июля 1944 был оккупирован.
С 20.09.1944 в Полоцкой, с 8.1.1954 в Молодечненской, с 20.01.1960 в Витебской областях.
В 1995 насчитывалось 306 хозяйств, 786 жителей, средняя школа, Дом культуры, библиотека, комплексный приемный пункт, отделение связи.
В 2010 насчитывалось 273 хозяйства, 680 жителей, центр коммунального племенного с/х УП "Озерцы", комплекс средняя школа - детский сад, музыкальная школа, культурно-спортивный центр, библиотека-музей этнографии, врачебная амбулатория, комплексный приемный пункт, отделения связи и "Беларусбанка", 3 магазина, Петропавловский костёл (2007), памятник архитектуры - усадебный дом (2-я пол. XIX века), памятник землякам, погибшим в ВОВ.

## Культура
- Библиотека-музей этнографии
- Музей ГУО "Озерецкая средняя школа Глубокского района"

## Достопримечательности
В селе сохранился усадебный дом усадьбы Оскерко, построенный в первой половине XIX века. Усадьба признана памятником архитектуры классицизма, включена в Государственный список историко-культурных ценностей Республики Беларусь  Историко-культурная ценность Республики Беларусь, . Сейчас используется как административное здание.
Помимо усадебного дома от усадьбы сохранились фрагменты парка, хоздвор и хозпостройки. На месте одной из хозпостроек в начале XXI века был построен костёл Святых Апостолов Петра и Павла.